# Ассоциация страховщиков жизни
Ассоциация страховщиков жизни (АСЖ) — некоммерческая общественная организация (союз), профессиональная организация страховщиков, специализирующихся на страховании жизни.
Ассоциация зарегистрирована 24 ноября 2010 года, на момент создания в ассоциацию входило 7 компаний — «Алико», «Allianz РОСНо Жизнь», «Дженерали ППФ страховании жизни», «МСК-Лайф», «Мюнхенское перестраховочное общество», «РГС-Жизнь» и «Ренессанс жизнь». По состоянию на середину 2013 года объединяла 17 страховых компаний и 2 ассоциированных члена, на сентябрь 2016 года — 22 страховые компании.

## Цели и задачи
АСЖ декларирует такие цели:
- развитие рынка страхования жизни в России;
- увеличение его объёмов, расширение спектра услуг и страховых продуктов, предлагаемых страховщиками;
- повышение надежности и профессионализма страховых организаций;
- развитие законодательства и регулирования отрасли для повышения привлекательности страхования жизни и расширения ассортимента новых современных страховых продуктов;
- популяризация страхования жизни, повышение страховой культуры населения.

## Органы управления
Органами управления АСЖ, согласно уставу организации, являются общее собрание членов ассоциации, президиум ассоциации и президент. Общее собрание созывается президиумом не реже одного раза в год, оно избирает президиум и президента.

## Члены АСЖ
На конец 2016 года в АСЖ входило 17 действительных членов — страховых компаний и два ассоциированных члена — консалтинговая компания ООО «Тауэрс Ватсон» и НПФ ОАО «Белорусский народный страховой пенсионный фонд». Согласно действующим в России правовым нормам, компании по страхованию жизни могут проводить операции только личного страхования, куда входят накопительное страхование жизни, долевое страхование жизни, смешанное страхование жизни, пенсионное страхование , медицинское страхование, страхование от несчастного случая.
Таблица 1. Основные данные о компаниях — действительных членах АСЖ (по состоянию на конец 2017 года) — страховые премии и материнские компании  .
| Компания                   | Полное название                                     | Материнская компания или группа | Страховые премии (млн руб, 2015) |
| -------------------------- | --------------------------------------------------- | ------------------------------- | -------------------------------- |
| МетЛайф                    | АО Страховая компания МетЛайф                       | MetLife                         | 6672                             |
| Альянс Жизнь               | ООО Страховая компания Альянс Жизнь                 | Allianz                         | 2541                             |
| Благосостояние             | ЗАО СК «Благосостояние»                             |                                 | 2611                             |
| PPF Страхование жизни      | ООО Дженерали ППФ Страхование жизни                 | PPF                             | 15444                            |
| Росгосстрах Жизнь          | ООО Страховая Компания «Росгосстрах Жизнь»          |                                 |                                  |
| Ренессанс Жизнь            | ООО Страховая Компания «Ренессанс Жизнь»            | Ренессанс Страхование           | 8633                             |
| Дело жизни                 | ООО СК «ДЕЛО ЖИЗНИ»                                 | Национальная страховая группа   | 442                              |
| СОГАЗ-ЖИЗНЬ                | ООО Страховая Компания СОГАЗ-ЖИЗНЬ                  | СОГАЗ                           | 3611                             |
| СКОР                       | ООО СКОР ПЕРЕСТРАХОВАНИЕ                            | SCOR                            | ----                             |
| ЭРГО Жизнь                 | ООО Страховая компания ЭРГО Жизнь                   | ЭРГО                            | 638                              |
| СотТранс                   | ООО Страховое общество трубопроводного транспорта   | СК Транснефть                   | 287                              |
| Сбербанк страхование жизни | ООО Страховая компания «Сбербанк страхование жизни» | Сбербанк                        | 522                              |
| СиВ Лайф                   | ООО Страховая компания СиВ Лайф                     | Citibank                        | 2936                             |
| Райффайзен Лайф            | ООО Страховая компания Райффайзен Лайф              | Райффайзенбанк                  | 1792                             |
| Югория-Жизнь               | ЗАО Страховая компания Югория-Жизнь                 | Югория                          | 97                               |
| АльфаСтрахование Жизнь     | ООО АльфаСтрахование-Жизнь                          | АльфаСтрахование                | 6062                             |